# François Zahoui
François Jean Zahoui (Treichville, 21 de agosto de 1962) é um ex-futebolista e treinador de futebol da Costa do Marfim que atuava como meio-campista. Atualmente, dirige a Seleção do Níger.

## Carreira
Revelado nas categorias de base do Stella Club, Zahoui não chegou a jogar profissionalmente em seu país, tendo iniciado a carreira em 1981, no Ascoli. No time italiano, tornou-se o primeiro atleta africano a defender um clube do país, porém ele jogou apenas 11 partidas em 3 temporadas.
Entre 1983 e 1992, vestiu as camisas de Nancy e Toulon, tendo passagem destacada pelos 2 times. Deixou os gramados em 1993, jogando no JGA Nevers.
Após comandar a Seleção Marfinense Sub-17, Zahoui estreou como técnico de clubes em 1999, no Toulon. Passou também no Africa Sports e no FC Seynois antes de assumir a Seleção principal da Costa do Marfim em 2010, no lugar de Sven-Göran Eriksson, onde levou os Elefantes ao vice-campeonato da Copa Africana de Nações em 2012, perdendo para a Zâmbia na decisão por pênaltis.
Em 2015, Zahoui foi contratado para treinar a Seleção do Níger.

## Seleção Marfinense
Pela Seleção Marfinense, Zahoui atuou entre 1984 e 1988, tendo participado de 3 edições da Copa Africana de Nações durante o período.

## Títulos
Costa do Marfim
- Campeonato Africano das Nações: 2012 - 2º Lugar

## Links
- Perfil de Zahoui em FootballDatabase.com (em inglês)